# Szürkehasú kitta
A szürkehasú kitta (Urocissa whiteheadi) a madarak (Aves) osztályának verébalakúak (Passeriformes) rendjébe, ezen belül a varjúfélék (Corvidae) családjába tartozó faj.

## Rendszerezése
A fajt William Robert Ogilvie-Grant skót ornitológus írta le 1846-ban. Tudományos faji nevét John Whitehead brit felfedező tiszteletére kapta.

## Alfajai
- Urocissa whiteheadi whiteheadi Ogilvie-Grant, 1899
- Urocissa whiteheadi xanthomelana (Delacour, 1927)[2]

## Előfordulása
Kínához tartozó, Hajnan szigetén honos. Természetes élőhelyei a szubtrópusi vagy trópusi síkvidéki és hegyi esőerdők. Állandó, nem vonuló faj.

## Megjelenése
Testhossza 46 centiméter.

## Természetvédelmi helyzete
Az elterjedési területe kicsi és csökken, egyedszáma 1000-2499 példány közötti és szintén csökken. Élőhelyeinek elvesztése és a vadászat fenyegeti. A Természetvédelmi Világszövetség Vörös listáján veszélyeztetett fajként szerepel.